# الغيبة (كتاب)
الغيبة هو كتاب من تأليف محمّد بن إبراهيم بن جعفر النُعماني وهو من متكلمي ومفسري ومحدثي الشيعة الإمامية في القرن الرابع الهجري. جمع فيه الأحاديث المرتبطة بغيبة الإمام المهدي.
يعدُّ الكتاب من أهمّ وأقدم المصادر والمآخذ في هذا المجال وقد اعتمده كبار العلماء والباحثين، كالشيخ المفيد في الإرشاد، والشيخ الطوسي في الغيبة، والشيخ الطبرسي في إعلام الورى بأعلام الهدى وغيرهم. يحتوي الكتاب على 478 حديثاً من غير تكرار.

## المؤلف
الشيخ أبو عبد الله، محمّد بن إبراهيم بن جعفر النُعماني المعروف بابن أبي زينب، هو من متكلمي ومفسري ومحدثي الشيعة الأمامية. لم تُحدّد لنا المصادر تاريخ ولادته، إلّا أنّه من علماء القرن الرابع الهجري. كان النعماني من مبرزي تلامذة الشيخ الكليني. سافر في طلب العلم إلى كل من شيراز وقم وبغداد وحلب.
له عدّة مؤلّفات من أبرزها كتاب الغيبة، والفرائض، وتفسير القرآن، وكتاب الدلائل، والتسلّي.
وتُوفّي عام 360هـ بالعاصمة دمشق.
قال الشيخ النجاشي عنه في رجاله: «شيخ من أصحابنا، عظيم القدر، شريف المنزلة، صحيح العقيدة، كثير الحديث».

## عن الكتاب ومكانته
جمع الشيخ النعماني في كتابه هذا الأحاديث المرتبطة بغيبة الإمام المهدي. وقد اكتفى بجمع الروايات والأحاديث وتصنيفها بلا إضافة تعليق أو شرح الّا في حالات نادرة من باب الضـرورة. وقد قسّم كتابه إلى أبواب، وبلغت أبوابه 26 باباً ويتضمن كل باب أحاديث، وبلغت أحاديثه (478) حديثاً من غير تكرار. ووضع الشيخ لكلِّ باب عنوانه المناسب، وأورد في كلِّ باب ما يناسبه من الأحاديث على طريقة المحدِّثين من الالتزام بذكر سند كلِّ حديث، وقدَّم لذلك بمقدّمة تحدث فيها عن سبب تأليفه للكتاب.
ونقل الشيخ النعماني في كتابه عن 18 شيخاً من مشايخه، وهم يُمثِّلون المصادر والمنابع التي اغترف النعماني رواياته منها. وأُولئك الذين تُشكِّل رواياتهم المادَّة الأساسية للكتاب، هم خمسة مشايخ، تم ترتيبهم حسب كثرة النقل عن كلِّ واحد منهم: الأول أبو العبّاس أحمد بن محمّد بن سعيد (ابن عقدة)، (ت 333هـ)، والثاني أبو عليّ محمّد بن همّام الإسكافي (ت 332هـ أو 336هـ)، والثالث محمّد بن يعقوب الكليني (ت 329هـ)، والرابع عليُّ بن أحمد البندنيجي (تاريخ وفاته غير معروف)، والخامس عبد الواحد بن عبد الله بن يونس الموصلي (تاريخ وفاته غير معروف).
يعدُّ كتاب الغيبة للنعماني من أهمّ وأقدم المنابع والمآخذ في موضوع الإمام المهدي وغيبته، وانه قد حظي بأهمية كبيرة في الوسط العلمي الإمامي، حيث اعتمده كبار العلماء والباحثين من عصـر المؤلِّف إلى عصر المجلسي، كالشيخ المفيد في الإرشاد، والشيخ الطوسي في الغيبة، والطبرسي في إعلام الورى بأعلام الهدى، والإربلي في كشف الغمَّة، والعلامة الحلّي في المستجاد، والحر العاملي في إثبات الهداة، والمجلسي في بحار الأنوار.

## طبعات الكتاب
هناك طبعات مختلفة من هذا الكتاب ومنها:
- طبعة دار الخلفاء في طهران سنة 1318 هـ، وهي طبعة حجرية بخط محمد القمي.
- طبعة مكتبة صابري في تبريز سنة 1383 هـ، وهي طبعة أوفست عن الطبعة السابقة، مع إضافة مقدمة أخرى بقلم ولي الله الاشراقي.
- طبعة مكتبة صدوق في طهران سنة 1397 هـ، بتصحیح علي أكبر الغفاري.
- طبعة انوار الهدی في قم سنة 1422 هـ، وقام بتحقيقها فارس حسون كریم.
- طبعة مكتبة صدوق في طهران سنة 1418 هـ، مع ترجمة محمد جواد الغفاري.[4]

## النسخ الخطية
يوجد لهذا الكتاب عدة نسخ خطية محفوظة في بعض المكتبات، ومنها:
- نسخة مكتبة ملك بطهران، وهي محفوظة تحت رقم (3617)، وتقع في 226 ورقة، وتاريخ نسخها 1077 هـ.
- نسخة مخطوطة أخرى لمكتبة ملك تحت رقم (2671) وتقع في 312 صفحة ولا يعرف تاريخ نسخها.
- نسخة مكتبة المقدّسة الرّضويّة وهي محفوظة تحت رقم (187)، وقد كُتبت في عام 577 هـ.[5] يقول السيد محمّد جواد الشبيري لزنجاني عنها: «هي أقدم مخطوطة لكتاب غيبة النعماني على الإطلاق وأكثرها اعتباراً وضبطاً، وانها قليلة الأخطاء والسقط».[6]